# Professeur agrégé de l'enseignement du second degré français
« PRAG » redirige ici. Pour l’article homophone, voir Prague.
En France, un professeur agrégé de l'enseignement du second degré français est un fonctionnaire de l'Éducation nationale lauréat du concours de l'agrégation de l'enseignement du second degré. Les professeurs agrégés enseignent majoritairement dans les classes de lycée, mais aussi dans les classes de collèges et dans l'enseignement supérieur (classes préparatoires, BTS, IUT, universités, grandes écoles).  
Les professeurs agrégés de l'enseignement secondaire sont parfois appelés « agrégés de l'Université » (avec une majuscule), en référence à l'Université de France qui désigne l'enseignement secondaire organisé par Napoléon Ier en 1808, en même temps qu'est recréé le concours de l'agrégation, dont les origines remontent à 1766.
Le concours est ouvert aux titulaires d'un master (concours externe et concours interne), et pour certaines disciplines un concours spécial est ouvert aux titulaires d'un doctorat (concours externe spécial).

## Effectif
Le ministère de l'Éducation nationale dénombre 62 276 professeurs agrégés en 2016-2017, toutes disciplines confondues, sur une population de 569 371 enseignants du secondaire et du supérieur. Les professeurs agrégés représentent ainsi 11 % du corps enseignant dont :
- 95 % exercent dans l'enseignement public et 5 % ont été détachés dans l'enseignement privé sous contrat ;
- 79 % exercent dans l'enseignement secondaire (lycée et collège) et 21 % dans l'enseignement supérieur (classes préparatoires, BTS, IUT, universités et grandes écoles) ;
- 52 % sont des femmes et 48 % sont des hommes.

## Recrutement

### Devenir professeur agrégé

#### Le concours
Les professeurs agrégés sont principalement recrutés par les concours d'agrégation externe et interne. 

#### La promotion interne
Peuvent également devenir professeurs agrégés : 
- par promotion les professeurs certifiés de plus de 40 ans et justifiant de plus de 10 ans de services inscrits sur une « liste d'aptitude » par leur inspection ;
- par détachement et intégration des fonctionnaires de catégorie A justifiant d'un des titres ou diplômes requis des candidats au concours externe.

Le nombre de promotions possibles par discipline et par an est égal à 1/7ᵉ du nombre de titularisations d'agrégés l'année précédente dans cette discipline, c'est-à-dire du nombre de candidats reçus au concours de l'agrégation deux années plus tôt et titularisés professeur agrégé à l'issue de leur année de stage.

### Cas des établissements privés
Les lauréats d'un concours d'agrégation exerçant dans l'enseignement privé sous contrat peuvent être : soit des professeurs agrégés au même titre que les professeurs exerçant dans l'enseignement public (ils sont dans ce cas lauréats des mêmes concours), soit des agents contractuels de la fonction publique intitulés « maître contractuel assimilé pour sa rémunération au corps des professeurs agrégés ». Les maîtres contractuels exerçant dans des établissements d'enseignement privés sous contrat sont des agents publics non titulaires. Par ailleurs, depuis l'entrée en vigueur de la loi no 2005-5 au 1er septembre 2005, ils ne bénéficient plus d'un contrat de travail de droit privé avec leur établissement privé comme auparavant (par sa Décision no 2013-322 QPC du 14 juin 2013, le Conseil Constitutionnel a déclaré conforme à la Constitution la disposition législative supprimant ces contrats de travail. La question prioritaire de constitutionnalité lui avait été transmise le 4 avril 2013 par la Cour de cassation). De ce fait, leur employeur est désormais uniquement l'État et ils sont soumis à certains textes s'appliquant aux fonctionnaires de l'État. Certains professeurs titulaires d'un concours d'accès à l'échelle de rémunération des agrégés intègrent le corps des agrégés (application du droit objectif)[réf. nécessaire].

### Année de stage
Après réussite à l'agrégation, le lauréat est nommé professeur agrégé stagiaire et suit une formation à l'Institut national supérieur du professorat et de l'éducation (INSPE). Inspecté à la fin de son année de stage par un inspecteur général ou, par délégation, par un inspecteur d'académie - inspecteur pédagogique régional, il est titularisé, autorisé à effectuer une seconde année de stage ou licencié.

## Carrière

### Obligations de service
D’après les décrets no 2014-940 et no 2014-941 du 20 août 2014, les professeurs agrégés exerçant dans un collège ou un lycée ont les obligations suivantes : assurer un service d'enseignement dans la limite d'un maximum hebdomadaire de 15 heures (17 heures en éducation physique et sportive) ; assurer le service des examens ; participer aux conseils de classe réglementaires et aux conseils d'enseignement ; recevoir les parents. Ils peuvent être tenus « dans l'intérêt du service » de faire en plus de leur maximum de service deux heures supplémentaires hebdomadaires, dont la première donne lieu à une rétribution spéciale.

### Évolution de carrière
L'inspection proprement dite se déroule dans le cadre des trois « rendez-vous de carrière », mais des visites d'accompagnement, deuxième volet du PPCR, peuvent être demandées ou imposées à tout moment.
Depuis la rentrée de septembre 2017, la carrière de professeur agrégé comporte :
- 1er grade : classe normale, qui comporte onze échelons ;
- 2e grade : hors-classe, trois échelons puis un échelon spécial hors échelle A (composé de trois chevrons) ; depuis « l'accord PPCR » de 2016, tout professeur doit désormais pouvoir accéder à la hors-classe sur une carrière complète ;
- 3e grade : classe exceptionnelle, un échelon spécial hors échelle A (composé de trois chevrons) puis un échelon spécial hors échelle B (composé aussi de trois chevrons). À ce titre, ils peuvent être considérés comme des agents de catégorie A+.

À chaque échelon correspond une augmentation salariale et la durée de chaque échelon est fixe pour tous (comme pour tous les enseignants) : la rémunération progresse à l'ancienneté.
Toutefois, plusieurs temps d'accélération de carrière permettent d'avancer plus vite :
- une accélération d'un an est possible à deux moments, à la suite des deux premiers rendez-vous de carrière : dans la classe normale, pour passer du 6e au 7e échelon et du 8e au 9e échelon, pouvant concerner 30 % des professeurs éligibles ;

- le professeur agrégé peut également bénéficier d'une promotion par changement de classe : par promotion dans la classe supérieure (hors-classe ou classe exceptionnelle) - sur critères d'ancienneté et d'appréciation de la valeur professionnelle ou des missions complémentaires - ou, pour les professeurs en classe préparatoire aux grandes écoles, par promotion dans le corps des professeurs de chaire supérieure. Cela se traduira par une augmentation de sa rémunération actuelle et future ;

- après cinq années de service, le professeur agrégé peut se présenter au concours de recrutement d'inspecteur d'académie ou de personnel de direction (par exemple, proviseur de lycée). Après dix années de service, il peut également se porter candidat à un poste d'inspecteur général de l'éducation nationale.

### Rémunération
La rémunération d'un professeur agrégé est composée (i) d'une rémunération principale indiciaire qui augmente au fur et à mesure des échelons et des grades, (ii) d'un supplément familial de traitement en fonction du nombre d'enfants, (iii) d'une éventuelle indemnité de résidence en fonction de la commune d'affectation, et (iv) d'éventuelles primes individuelles en fonction des missions complémentaires du professeur (professeur principal, missions particulières, prime d'installation, réseau d'éducation prioritaire, etc.).

#### Traitement indiciaire brut
Le traitement indiciaire brut mensuel (ou « salaire de base ») est indiqué ci-dessous (données 2020), et s'entend hors cotisations sociales (retraite, CSG, CRDS, contribution solidarité, etc.) et hors toute prime, supplément ou indemnité complémentaire. Dans le cas d'une affectation dans un département d'outre-mer, le salaire de base brut est majoré de 40 % à 53 % selon le lieu d'affectation.
| Situation                | Traitement indiciaire de base, brut |
| ------------------------ | ----------------------------------- |
| Stage                    | 2 109 €                             |
| Année de titularisation  | 2 334 €                             |
| Après 10 ans de carrière | 2 896 €                             |
| Après 20 ans de carrière | 3 749 €                             |
| Après 30 ans de carrière | 4 554 €                             |

Pour passer du traitement brut au traitement net, il convient de retirer les cotisations sociales, qui représentent environ 20 % du salaire de base brut.

#### Rémunérations complémentaires
- supplément familial de traitement, commun à tous les fonctionnaires, avec une part fixe et une part variable, et fonction du nombre d'enfants à charge. Pour un professeur agrégé après dix ans de carrière, il s'élève pour deux enfants à charge à 97,55 euros bruts/mois, pour trois enfants à charge à 246,92 euros bruts/mois ;
- indemnité de résidence, commune à tous les fonctionnaires, pourcentage du traitement dépendant de la commune d'affectation (classement en trois catégories : de 0 % à 3 %). Pour un professeur agrégé affecté en région parisienne, l'indemnité est de 3 % du salaire de base brut, soit 106,41 euros bruts/mois après dix ans de carrière ;

#### Primes individuelles
Exemples :
- prime pour les heures supplémentaires, pour un professeur agrégé de classe normale : 164,54 euros bruts/mois pour la première heure hebdomadaire et 137,87 euros bruts/mois pour les suivantes[5] ;
- prime pour les professeurs principaux en classe de première ou terminale : 134,08 euros bruts/mois ;
- indemnité de suivi et d'orientation des élèves (ISOE) : 212,5 euros bruts/mois ;
- prime d'entrée dans les métiers d'enseignement : 1 500 euros, versée en deux fois ;
- prime d'affectation en réseau d'éducation prioritaire REP : 144,50 euros bruts/mois ;
- prime d'affectation en réseau d'éducation prioritaire REP+ : 192,67 euros bruts/mois ;
- prime d'enseignement supérieur, pour les PRAG : de 1 546 euros bruts/an[6].

#### Total
(13 février 2025).
- Si vous ne connaissez pas le sujet, laissez ce bandeau (vous pouvez alors contacter les auteurs).
- Si vous supprimez le contenu mis en cause (vous pouvez préalablement contacter les auteurs),

argumentez précisément cette suppression dans la page de discussion
(un manque de référence n'est pas un argument ; une recherche réelle de référence doit avoir été effectuée, être formellement documentée).
Ainsi, un professeur agrégé à dix ans de carrière, avec trois enfants à charge, affecté en région parisienne et réalisant une heure supplémentaire par semaine, touchera une rémunération d'environ 3 496 euros bruts/mois, soit environ 2 800 euros nets/mois avant impôt sur le revenu.
Grâce au protocole PPCR (parcours professionnels, carrières et rémunérations) signé entre certaines organisations syndicales et le ministre de la Fonction publique en 2015, le corps atteint désormais la hors échelle B via un échelon exceptionnel à accès contingenté.

## Affectations
Le statut des professeurs agrégés est défini par le décret no 72-580 du 4 juillet 1972 qui précise que leur placement en collège devrait être exceptionnellement rare et qu'ils ont la possibilité d'être en poste dans les établissements d'enseignement supérieur.

### Au collège
16 % des professeurs agrégés sont affectés au collège.

### Au lycée
63 % des professeurs agrégés sont affectés au lycée.

### Dans l'enseignement supérieur
Ne doit pas être confondu avec Agrégation de l'enseignement supérieur français.
21 % des professeurs agrégés sont affectés dans l'enseignement supérieur.

#### Dans l'enseignement supérieur des lycées
8 % des professeurs agrégés sont affectés dans les classes d'enseignement supérieur des lycées, en classes préparatoires et sections de techniciens supérieurs. Parmi ceux-ci, environ 2 200 ont été promus dans le corps des professeurs de chaire supérieure.
Les professeurs agrégés peuvent être nommés par l'Inspection générale, à l'issue du « mouvement spécifique », sur un poste de professeur de classe préparatoire aux grandes écoles (CPGE). Un professeur peut être également, si le nombre d'heures dispensées en CPGE n'est pas suffisant, tenu de compléter son service dans le second degré.
Les professeurs agrégés peuvent sur décision d'un Inspecteur pédagogique régional (IPR) être nommés en section de technicien supérieur (STS). Pour les enseignements fondamentaux ces professeurs sont nommés sur des postes dits « spécifiques » car supposant des compétences particulières. Ces affectations n'ont aucun caractère définitif : les professeurs jugés inaptes vis-à-vis du poste peuvent être réaffectés simplement dans les établissements du second degré.

#### Dans les universités et les instituts universitaires de technologie
13 % des professeurs agrégés sont affectés dans l'enseignement supérieur public (universités, grandes écoles ou IUT).
Depuis 1972, les professeurs agrégés, comme les professeurs certifiés, les professeurs des lycées professionnels et les professeurs d'EPS, peuvent être affectés dans un établissement d'enseignement supérieur. Les conditions d'affectation des enseignants du second degré dans les établissements d'enseignement supérieur sont détaillées dans le Bulletin officiel. Leurs obligations de service sont régies par le décret 93-461 à hauteur de 384 heures par an et peuvent être aménagées selon le décret 2000-552.  Les professeurs agrégés affectés dans un IUT ou une université sont généralement désignés dans le jargon de l'enseignement supérieur par le pseudo acronyme « PRAG » construit à partir des deux premières lettres des mots « PRofesseurs » et « AGrégés ». 
Lorsqu'il est affecté dans une université ou un IUT, le professeur agrégé a seulement une mission d'enseignement et non une mission de recherche : son service d'enseignement est ainsi le double de celui d'un enseignant-chercheur qui consacre statutairement la moitié de son service à la recherche. Bien que ce ne soit pas sa mission, un agrégé peut toutefois être amené à s'intégrer aux équipes de recherches de l'établissement.
Par ailleurs, dans les disciplines relevant des lettres et sciences humaines, le fait d'être lauréat de l'agrégation constitue très souvent une condition de facto pour pouvoir accéder, après le doctorat, à un poste de maître de conférences.

#### Agrégés-préparateurs et agrégés-répétiteurs des écoles normales supérieures
Les professeurs agrégés peuvent être appelés à exercer à titre temporaire, pour une durée de trois ans reconductible deux fois, les fonctions de préparateur dans les écoles normales supérieures, dans les conditions fixées par les statuts ou les règlements intérieurs de ces établissements. Ils sont administrativement appelés « AGPR » (pour « AGrégé PRéparateur »).
Ils sont tenus d'accomplir un service d'enseignement en présence des élèves d'une durée annuelle qui peut varier entre la moitié et la totalité de celle prévue à l'article 2 du décret du 25 mars 1993, compte tenu des missions autres que celle d'enseignement qui peuvent leur être confiées.

## Histoire

### Docteurs agrégés de la faculté des arts de Paris (1766-1791)
À la suite du bannissement des jésuites du royaume de France en 1763, l'enseignement – dont ils s'occupaient beaucoup – est désorganisé. Pour les remplacer et doter le pays d'un corps d'élite, des places de « docteurs-agrégés » sont créées et « données au concours ». En effet, le parlement de Paris, où la crise de recrutement est particulièrement sévère, en profite pour instaurer une sélection au mérite. C'est par les lettres patentes de Louis XV du 3 juin 1766 que sont instituées dans la faculté des arts de l'université de Paris soixante places de docteurs agrégés, un tiers pour la philosophie, un tiers pour les belles lettres, un tiers pour la grammaire et les éléments des humanités. Les docteurs agrégés avaient pour vocation de suppléer les professeurs et recteurs et de former un réservoir pour les futurs recrutements de professeurs et de recteurs. Les docteurs-agrégés reçoivent 200 livres d'honoraires annuels sur subvention royale. 
« Les motifs qui ont déterminé [le roi] à faire cet établissement, ont été de donner des bons maîtres aux enfants de ses sujets, de remédier à quelques abus qui s'étaient introduits dans le choix des professeurs ou régents ; et enfin, d'exciter l'émulation entre ceux qui se destinent à l'instruction de la jeunesse. »
Les docteurs agrégés de la faculté des arts de l'université de Paris disparaissent avec celle-ci durant la Révolution, en 1791.

### Agrégés de l'Université de France: suppléants et adjoints
Le décret de 1808 portant organisation de l'Université recrée parmi les enseignants la catégorie des « agrégés ». 
Dans l'Université de France, les agrégés forment ainsi une catégorie différente des professeurs de lycée, et ce, jusque dans les années 1860. Leur rang était alors situé entre celui des régents des collèges et des principaux des collèges alors que celui des professeurs de lycée étaient au-dessus de celui des principaux. Ainsi, d'après le statut concernant les agrégés du 6 avril 1821, « Les agrégés sont des fonctionnaires chargés de remplacer les professeurs, et destinés à devenir professeurs eux-mêmes [...] À partir du 1er janvier 1822, nul ne pourra être nommé professeur dans les collèges royaux [lycées], si déjà il n'est agrégé [...] Tout agrégé qui refuserait d'accepter les fonctions auxquelles il aurait été nommé par le conseil royal, perdrait le traitement et le titre d'agrégé ». L'emploi d'agrégé est donc devenu un passage obligatoire pour devenir professeur des lycées, par conséquent rapidement tous les professeurs de lycée titulaires furent des lauréats du concours d'agrégation. Il existe cependant dans les collèges royaux des « suppléants » ou « chargés de cours » licenciés directement recrutés par les proviseurs afin de combler une vacance et n'étant pas titulaires. 
Jusqu'en 1881 (réforme Jules Ferry), ne peuvent postuler aux postes d'agrégés que les anciens élèves de l'École normale et les régents, maîtres d'études, maîtres élémentaires, chefs d'institutions, chargés de cours et principaux ayant une certaine ancienneté. 
Les agrégés remplissent plusieurs types de fonctions. Les « agrégés-professeurs » (statut 1810) ou « agrégés divisionnaires » (statut 1821), assurent l'enseignement dans une division créée lorsqu'une classe a un effectif supérieur à soixante élèves. Les « agrégés suppléants » (trois par lycée) ou « agrégés volants » doivent assurer la suppléance des professeurs titulaires, ils existent jusque dans les années 1860. Les agrégés non nommés dans un établissement sont des « agrégés disponibles ». Il y a ainsi, en 1836, 117 agrégés divisionnaires, suppléants ou disponibles, dont 87 à Paris. En 1845, les agrégés divisionnaires deviennent « professeurs divisionnaires » après trois ans dans leur division. Dans tous les cas, l'agrégé touche un « traitement d'agrégé » de 400 francs (500 en 1839, 600 en 1847), complété par d'autres rémunérations lorsqu'il est effectivement chargé d'un cours.
Tous ces postes sont exclusivement masculins.

### Ouverture aux femmes à partir de 1883
Avec l'ouverture de l'enseignement secondaire aux jeunes filles en 1880, à la suite de la loi Camille Sée, le besoin se fait sentir d'un corps professoral féminin, pour prévenir les critiques d'outrage aux convenances, à l'instar de celles émises par l'évêque Dupanloup en 1867, lorsque Victor Duruy avait fait une tentative pour créer des cours municipaux aux jeunes filles. Toutefois, le niveau d'exigence pour ce concours est moindre : les jeunes filles n'ont pas accès à la seconde partie du baccalauréat, et l'enseignement de la philosophie, du grec et du latin leur est encore fermé. Les professeurs agrégés femmes ont donc un statut différent de celui des hommes ; elles sont moins bien rémunérées, et assurent un plus grand nombre d'heures de service. Par la suite, lorsque les deux enseignements se rapprochent, les disparités continuent, avant une unification progressive du statut et du concours à partir de 1938.